# Tháp Truyền hình Bình Nhưỡng
Tháp Truyền hình Bình Nhưỡng là một tháp truyền hình bằng bê tông đứng độc lập với đài quan sát và nhà hàng toàn cảnh ở độ cao 150 mét (490 ft) ở thủ đô Bình Nhưỡng, Bắc Triều Tiên. Tòa tháp toạ lạc bên trong Công viên Kaeson ở khu Mẫu Đơn Phong, phía bắc Sân vận động Kim Nhật Thành. Đây là tháp phát tín hiệu cho Đài Truyền hình Trung ương Triều Tiên.

## Lịch sử
Tháp này được xây dựng vào năm 1967 sở dĩ lúc đó Triều Tiên có rất ít những khu vực phát sóng. Để tăng cường việc phát sóng vào thời điểm đó, việc phát sóng bắt đầu được chuyển sang phát sóng bằng TV màu.
Tháp Truyền hình Bình Nhưỡng chủ yếu dựa trên thiết kế của Tháp Ostankino ở Moscow, Liên Bang Nga. Toà tháp này cũng được xây dựng cùng thời điểm của Tháp Truyền hình Bình Nhưỡng.

## Đặc trưng
Có ăng ten phát sóng và thiết bị kỹ thuật ở độ cao 34,5, 65, 67,5 và 85 mét (113, 213, 221 và 279 ft), đặt tại các bệ tròn. Đài quan sát nằm ở 94 mét (308 ft) so với mặt đất, và ăngten phát sóng nằm trên độ cao 50 mét (160 ft) của toà tháp.